# 멧돼지 사냥
《멧돼지 사냥》은 2022년 8월 1일부터 2022년 8월 22일까지 방송된 MBC 4부작 시골 스릴러다.

## 기획 의도
멧돼지 사냥에서 실수로 사람을 쏜 그날 밤, 아들이 사라졌다. 실종된 아들을 찾아 나서는 한 남자의 사투를 그린 시골 미스터리 스릴러

## 제작진

### 연출
- 송연화 : ( MBC 수목 미니시리즈 《내가 가장 예뻤을 때》(공동연출), MBC 금토드라마 《옷소매 붉은 끝동》(공동연출) 등 연출 )

### 극본
- 조범기

## 등장인물

### 영수 가족
- 박호산 : 영수 역 - 멧돼지를 잡기 위해 친구들과 함께 간 뒷산에서 예상치 못한 변수와 맞닥뜨리게 되는 인물

- 김수진 : 채정 역 - 남편인 영수에게는 자주 역정을 내는 화 많은 성격이지만 천성이 어른들한테 살갑고 싹싹해서 마을에서 인기가 좋은 인물.

- 이효제 : 인성 역 - 영수와 채정의 하나뿐인 아들. 늘 무표정으로 핸드폰만 들여다보는 사춘기 소년.

### 옥순 가족
- 예수정 : 옥순 역 - 화재로 아들과 며느리를 잃고 손주와 함께 살고 있는 기구한 인생의 주인공.
- 이민재 : 현민 역 - 옥순의 손자. 인성의 친구. 마을의 대표 효자.

### 동네 사람들
- 이규회 : 진국 역 - 영수의 친구. 다른 투박한 남자들과는 달리, 사려 깊고 다정하다. 어렸을 때부터 힘든 영수를 물심양면으로 도운 인물.
- 곽자형 : 만석 역 - 영수의 친구. 세 아이의 아버지.
- 유순웅 : 마을 이장 역 - 고지식하고 무뚝뚝해 보여도 책임감이 강하다. 영수가 아버지처럼 따르는 인물.
- 차시원 : 주협 역 - 영수의 마을 동생. 혼자 농사를 지으며 살고 있는 노총각.

### 외지 사람들
- 황재열 : 두만 역 - 실종사건 담당 형사.
- 이지원 : 연채 역 - 인성과 현민의 담임.
- 김민 : 진욱 역

### 그 외 인물
- 미상 : 정체를 알 수 없는 의문의 인물 역

## 시청률
최저 시청률과 최고 시청률은 시청률 조사회사와 지역별로 시청률에 차이가 있을 수 있습니다.
| 2022년 | 2022년   | 2022년         | 2022년         | 2022년       | 2022년 |
| 회차   | 방송일   | TNmS 시청률    | AGB 시청률     | AGB 시청률   |        |
| 회차   | 방송일   | 대한민국(전국) | 대한민국(전국) | 서울(수도권) |        |
| ------ | -------- | -------------- | -------------- | ------------ | ------ |
| 제1회  | 8월 1일  | -              | 3.1%           | 3.1%         |        |
| 제2회  | 8월 8일  | -              | 1.4%           | 1.2%         |        |
| 제3회  | 8월 15일 | -              | 1.7%           | 1.7%         |        |
| 제4회  | 8월 22일 | -              | 2.6%           | 2.6%         |        |

## 수상
- 2022년 MBC 연기대상 일일&단막드라마 부문 남자 최우수연기상 (박호산)
- 2022년 MBC 연기대상 여자 조연상 (예수정)

## 같이 보기
- 대한민국의 텔레비전 드라마 목록 (ㅁ)
- 2022년 대한민국의 텔레비전 드라마 목록